# کوشک‌آباد (بهار)

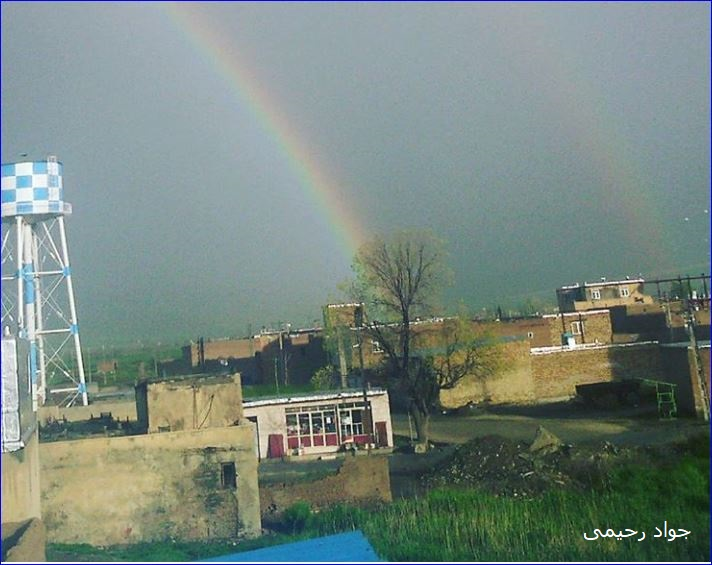
کوشک آباد

کوشک‌آباد ، روستایی از توابع بخش لالجین شهرستان بهار در استان همدان ایران است. مردم خوب و مهربان و مهمان پذیر روستای کوشک آباد دامدار و‌ کشاورزی میباشد ‌‌.از محصولات کشاورزی آن کشت گندم و جو‌ و‌ سبزی کاری و سیب زمینی و خیار و انواع آن میباشد . زبان مردم کوشک آباد ترکی است.

## جمعیت
این روستا براساس سرشماری مرکز آمار ایران در سال ۱۳۹۵، جمعیت آن ۱۵۹۲ نفر (۴۸۵خانوار) بوده‌است.